# Min Áigi
Min Áigi (”Vår tid”) var en samiskspråkig kultur- och samlevnadstidskrift. Min Áigi:s redaktion låg i Karasjok och tidskriften hade lokalkontor i Tana bru, Kautokeino och i Jokkmokk samt en marknadsavdelning i Lakselv. Tidskriftens första nummer utkom 22 maj 1993. Målet var att vara en fri tidning för det samiska folket. 
Finnmark Dagblad i Hammerfest var huvudägare genom aktiebolaget Min Áigi. Bland de andra ägarna fanns Karasjok kommun, Norske Samers Riksforbund, Samenes Landsforbund och förlaget Davvi Girji.
Tidskriften gav också ut en barntidning vid namn Leavedolgi.
I februari 2008 slogs Min Áigi ihop med Áššu till den nya tidskriften Ávvir.

## Upplaga
- 2002: 1 197
- 2003: 1 072
- 2004: 1 211
- 2005: 1 179